# Un cuento perfecto
Un cuento perfecto ("Un conte perfecte" en català) és una novel·la romàntica juvenil, creada per l'escriptora Elísabet Benavent. Va ser publicada el 20 de febrer de l'any 2020, i recentment van acabar de filmar el que serà la seva adaptació a la gran pantalla.

### Argument
“Què succeeix quan descobreixes que el final del teu conte no és com sempre havies somiat?
- Hi havia una vegada, una dona que ho tenia tot i un noi que no tenia res.
- Hi havia una vegada, una història d'amor entre l'èxit i el dubte.
- Hi havia una vegada, un conte perfecte.”[1]

Aquestes són les paraules amb les que l'Elísabet Benavent atreu als lectors tan sols llegint la contraportada del llibre. Però la història és molt més extensa.
Un atac de pànic el dia del seu propi casament farà que la Margot (com l'anomenen les seves germanes Candela i Patricia, filles d'una dels empresaris més importants del país) es calci les seves bambes Nike i surti corrents de la cerimònia. Després de conèixer a en David, que és barista en una discoteca de Madrid, entre altres coses, emprendrà un viatge en el qual aprendrà la 'senzilla' tasca de ser ella mateixa. Però la Margot no estarà sola; en David i les seves Converse gastades es creuaràn en el seu camí per a posar-ho tot al revés.

## Personatges principals

### Margot (Margarita)
És l'hereva d'una de les empreses més grans i reconegudes del país (fet que la converteix en una persona sense preocupacions econòmiques). Ella és la protagonista d'aquest relat. La seva personalitat es caracteritza principalment per la seva gràcia i la seva humilitat. Al llarg de la seva vida ha anat seguint el camí que li havia estat establert per la seva família i la pressió del seu entorn, sense pensar en què és el que ella realment desitja. Fins que, en arribar el dia del seu casament, surt fugint de la cerimònia, presa del pànic. És en aquest moment quan decideix començar a prendre les seves pròpies decisions i pensar en ella mateixa per primera vegada en la seva vida. És durant aquesta etapa que coneix al David en un bar.

### Filippo
És el suposat promès de la Margot. Igual que ella, no té cap tipus de problema econòmic, doncs prové d'una família italiana adinerada. Tots dos estan enamorats i tenen la intenció de casar-se. És molt atractiu, com tothom li recorda a la Margot.

### David
Encara que no apareix des d'un principi, anirà convertint-se en un dels personatges principals, si no el principal, a mesura que avança la història. Al contrari que la Margot i en Filippo, ell sí que té bastants problemes econòmics (encara treballant en tres feines diferents a la vegada) i dorm en el sofà de casa dels seus amics després d'haver sortit d'una relació tòxica i no poder permetre's un pis. Un dia, mentre atén en un bar de la ciutat, es creuarà amb la Margot i les seves germanes, fent que les seves vides canviïn per sempre.

### Mare
Ella és la mare tant de la Margot com de les seves germanes, anomenades Candela i Patricia. El seu personatge es caracteritza principalment per la poca confiança que té en la seva filla, la Margot, i en el mal costum que té de voler controlar-ho tot. La seva única preocupació és cuidar la imatge que tenen els altres sobre ella i la seva família, doncs el que més li interessa és mantenir la seva reputació intacta.

### Candela
És una de les germanes de la Margot. Exerceix de metge, i des que va poder independitzar-se, va renunciar a totes les riqueses i propietats familiars per a poder viure lliurement. Ella es convertirà en el principal suport de la Margot quan es trobi en els moments més confusos de la seva vida.

### Patricia
És la germana major de la Margot i la Candela. Ella continua vivint una luxosa, encara que no li molesta gens (com és el cas de les altres dues). Mentre la Margot es troba embolicada en el seu propi caos, ella començarà a sospitar que el seu marit li està sent infidel.
Aquests tan sols són alguns dels personatges principals de la novel·la, encara que també n'hi ha d'altres que, encara sent secundaris, ajuden al desenvolupament de la narració com, per exemple, els amics del poble d'en David o les ex-parelles de tots dos.

## Adaptació audiovisual
L'escriptora de la novel·la (l'Elísabet Benavent) ja ha adaptat audiovisualment altres novel·les seves, com ja poden ser Valeria o Fuimos canciones (Vam ser cançons). Les dues han tingut molt d'èxit i han estat aclamades pels seus lectors, fet que ha provocat que Netflix hagi decidit adaptar també un dels seus llibres més exitosos, Un conte perfecte.
La famosa plataforma de streaming ha decidit que, basant-se en la novel·la i hitòria original, es produirà una minisèrie d'una temporada de durada on l'actriu Anna Castillo interpretarà a la Margot i l'actor Álvaro Mel a en David. En el repartiment també comptarem amb la participació de l'Ana Belén, Lourdes Hernández (o coneguda també com Russian Red), Ingrid García-Jonsson, Ane Gabarain i Elena Irureta. Tots ells/es han treballat sota les indicacions de la directora Chloe Wallace.
En quant a la data d'estrena de la producció, en un article de Cosmopolitan ens trobem amb la següent afirmació, anunciada per un dels membres de la producció: ’’Calculem que per a la primavera de 2023 estarà entre nosaltres’’.